# Zeunerův diagram
Zeunerův diagram je kruhový diagram, znázorňující práci parního stroje. Je v něm zanesen vztah mezi polohou pístu a krytí otvorů v šoupátkové komoře šoupátkem. Používal se především pro Heusingerův rozvod.
Diagram se skládá ze tří soustředných kružnic, které znázorňují pohyb kliky, vnější (vstupní kanály) a vnitřní (výfukové kanály) krytí šoupátka. Další kružnice, se středem posunutým o délku protikliky vzhůru, o předstih doleva a procházející středem předchozích soustředných kružnic, zobrazuje polohu šoupátka. Z diagramu lze vyčíst velikost plnění válce a míru odkrytí kanálů vzhledem k poloze kliky a pístu.